# إيريس بيربن
إيريس بيربن (بالألمانية: Iris Berben) (و. 1950  م) هي ممثلة أفلام ألمانية، ولدت في دتمولد، شاركت في الانتخابات الرئاسية الألمانية 2017.

## جوائز
حصلت على جوائز منها:
- Leipzig International Mendelssohn Prize  [لغات أخرى]‏ (2010)[7]
- Munich "München leuchtet" award  [لغات أخرى]‏ (2006)
- نيشان استحقاق صليب الضباط لجمهورية ألمانيا الاتحادية (1998)
- جائزة ستيغر  [لغات أخرى]‏
- رومي  [لغات أخرى]‏
- الميدالية الدستورية الفضية البافارية
- وسام الاستحقاق البافاري
- نيشان استحقاق صليب الضباط لجمهورية ألمانيا الاتحادية.

## وصلات خارجية
- إيريس بيربن على موقع IMDb (الإنجليزية)
- إيريس بيربن على موقع ميتاكريتيك (الإنجليزية)
- إيريس بيربن على موقع روتن توميتوز (الإنجليزية)
- إيريس بيربن على موقع مونزينجر (الألمانية)
- إيريس بيربن على موقع قاعدة بيانات الأفلام العربية
- إيريس بيربن على موقع ألو سيني (الفرنسية)
- إيريس بيربن على موقع ميوزك برينز (الإنجليزية)
- إيريس بيربن على موقع تيرنر كلاسيك موفيز (الإنجليزية)
- إيريس بيربن على موقع أول موفي (الإنجليزية)
- إيريس بيربن على موقع قاعدة بيانات الأفلام السويدية (السويدية)